# 106869 Irinyi
106869 Irinyi este un asteroid din centura principală de asteroizi.

## Descriere
106869 Irinyi este un asteroid din centura principală de asteroizi. A fost descoperit pe 31 decembrie 2000 la Piszkesteto de Krisztián Sárneczky și László L. Kiss. Asteroidul prezintă o orbită caracterizată de o semiaxă mare de 2,46 ua, o excentricitate de 0,14 și o înclinație de 3,1° în raport cu ecliptica.